# Pétra (Préveza)
Pour les articles homonymes, voir Petra.
Pétra (grec moderne : Πέτρα) est un village historique dans la préfecture de Préveza en Épire, près de la ville de Filippiáda,. Selon le recensement grec de 2011, elle comptait 392 habitants.